# توم ووكر
توم ووكر (بالإنجليزية: Tom Walker)‏ (12 ديسمبر 1995 بسالفورد في المملكة المتحدة - ) هو لاعب كرة قدم بريطاني في مركز الوسط. لعب مع بولتون واندررز.

## وصلات خارجية
- توم ووكر على موقع قاعدة بيانات كرة القدم.إي يو (الإنجليزية)
- توم ووكر على موقع Soccerbase.com (لاعب) (الإنجليزية)
- توم ووكر على موقع Soccerway.com (الإنجليزية)